# Miliusa

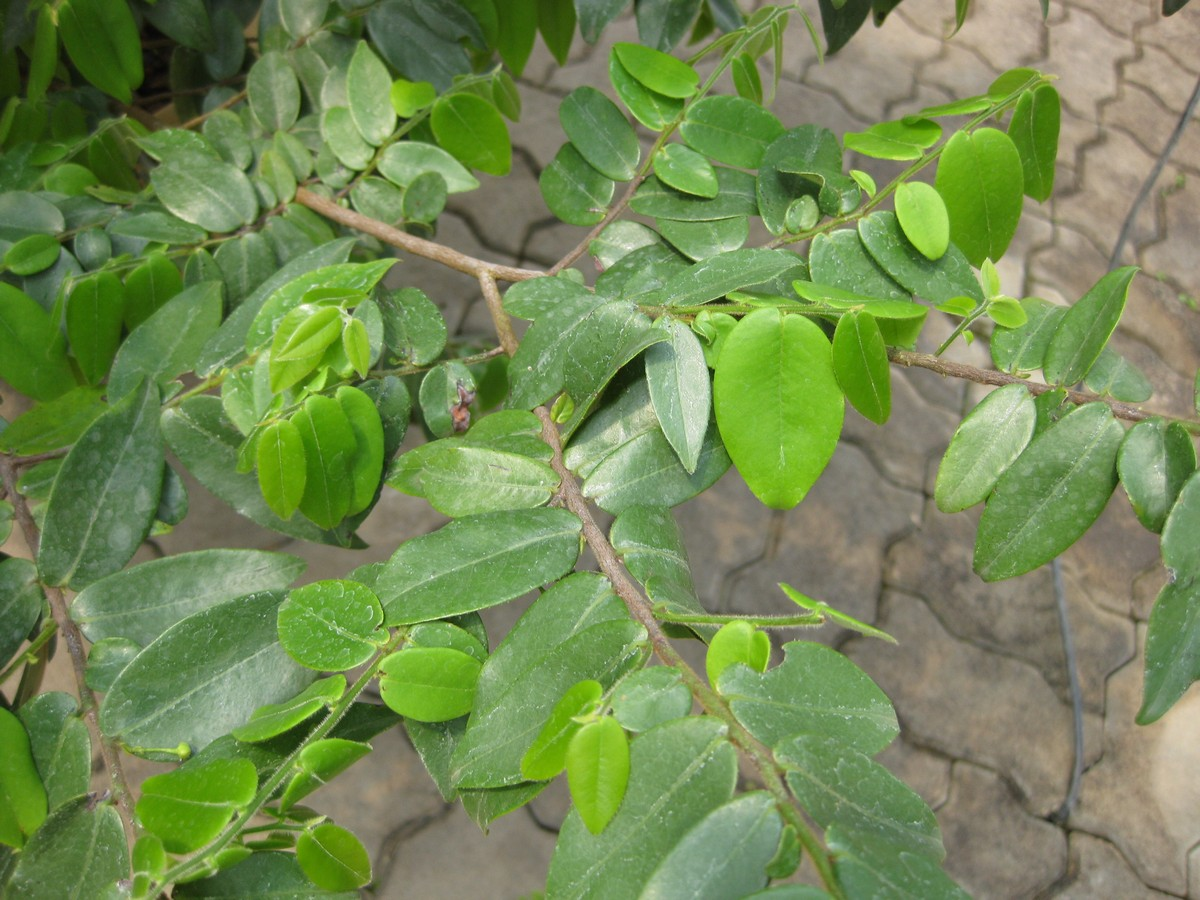
Miliusa mollis

Miliusa – rodzaj należący do rodziny flaszowcowatych. Obejmuje ok. 50 gatunków występujących w tropikalnej i subtropikalnej części Azji i Australii – od Indii, Sri Lanki i Bhutanu do północnej Australii, na Archipelagu Malajskim, w Filipinach i na Nowej Gwinei. Sukcesywnie opisywane są kolejne gatunki, jeszcze w 2003 znanych było ich tylko 40. Jeden z ostatnich gatunków (Miliusa gokhalaei) opisany został z Indii w 2012 roku. 

## Morfologia
PokrójZimozielone drzewa i krzewy o wzniesionych pędach.
LiścieSkrętoległe, pojedyncze, całobrzegie, krótkoogonkowe.
KwiatyPromieniste, zazwyczaj obupłciowe, pojedyncze, wyrastają w kątach liści, zwykle na dość długiej, nagiej szypułce. Działki 3, drobne, zrośnięte u nasady, nienakładające się na siebie. Płatków jest 6, w dwóch okółkach, nienakładające się na siebie, przy czym płatki okółka zewnętrznego są podobne do działek. Płatki okółka wewnętrznego okazałe, wzniesione i grube. Pręciki i owocolistki liczne. Zalążnia jest górna. W każdym owocolistku od 1 do 8 zalążków. Znamię główkowate, owalne lub kuliste.
OwoceApokarpiczne (zbiorowe), kuliste lub owalne.

## Systematyka
Pozycja systematyczna według APweb (aktualizowany system APG III z 2009)
Rodzaj z rodziny flaszowcowatych (Annonaceae) z rzędu magnoliowców (Magnoliales). W świetle danych molekularnych rodzaj jest siostrzany dla rodzaju choruna Polyalthia.
Wykaz gatunków (tylko nazwy akceptowane)
| - Miliusa balansae Finet & Gagnep. - Miliusa bannaensis X.L. Hou - Miliusa brahei (F. Muell.) Jessup - Miliusa cuneata W. G. Craib - Miliusa glochidioides Hand.-Mazz. - Miliusa horsfieldii (Bennett) Baill. ex Pierre - Miliusa indica Lesch. ex A.DC. | - Miliusa macropoda Miq. - Miliusa prolifica (Chun & F.C. How) P.T. Li - Miliusa sclerocarpa (A.DC.) Kurz - Miliusa sinensis Finet & Gagnep. - Miliusa tenuistipitata W.T. Wang - Miliusa traceyi Jessup - Miliusa velutina (A.DC.) Hook.f. & Thomson |